# Partido Socialista Agrário e Renovador Trabalhista
O Partido Socialista Agrário e Renovador Trabalhista (PASART) foi um partido político brasileiro, liderado pelo ex-deputado e senador fluminense Aarão Steinbruch, dissidente do PTB.
Nunca foi um partido de grande expressão, elegendo apenas nomes para o legislativo local e estadual nas eleições que disputou, entre 1985 e 1988. Apesar disto, conseguiu resultados de destaque, como o sexto lugar de Aarão Steinbruch na eleição para a prefeitura do Rio de Janeiro em 1985 (162.362 votos) e o quarto lugar na eleição estadual realizada no ano seguinte, conquistando 221.289 sufrágios, além de ter elegido 2 deputados estaduais (Noé Martins e Nicanor Campanário). 
Na eleição para deputado federal, na qual Aarão disputou (mas não conseguiu se eleger), um nome chamava a atenção entre os demais candidatos: era o ex-futebolista Jairzinho, que também não obteve sucesso em sua curta trajetória eleitoral.
Em 1988, o fundador do PASART elege-se vereador na cidade do Rio de Janeiro, tendo recebido 40.126 votos, levando com ele à Câmara Municipal outro candidato eleito, Jorge Pereira, com 6.781. Aquela foi a única vitória de Aarão como integrante do partido. Em 1990, o PASART, cuja base eleitoral era o estado do Rio de Janeiro, foi incorporado ao PTdoB (atual Avante).

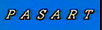
Essa é a logo verdadeira do Pasart conforme apresentado em uma vinheta e colocado no site dos partidos

Utilizava o número 30, mais tarde reutilizado pelo Partido Geral dos Trabalhadores, extinto, e atualmente é o número do Partido Novo.
| Partido Trabalhista Brasileiro (PTB) 1979–2023    | Partido Trabalhista Brasileiro (PTB) 1979–2023 | Partido Trabalhista Brasileiro (PTB) 1979–2023                        | Partido Trabalhista Brasileiro (PTB) 1979–2023 | Partido Trabalhista Brasileiro (PTB) 1979–2023  | Partido Trabalhista Brasileiro (PTB) 1979–2023 |
| Partido Trabalhista Brasileiro (PTB) 1979–2023    |                                                | Partido Socialista Agrário e Renovador Trabalhista (PASART) 1985–1992 |                                                | Partido Trabalhista do Brasil (PTdoB) 1989–2017 | Avante 2017–presente                           |
| Partido Trabalhista Brasileiro (PTB) 1979–2023    | Movimento Unidade Trabalhista                  |                                                                       |                                                | Partido Trabalhista do Brasil (PTdoB) 1989–2017 | Avante 2017–presente                           |
|                                                   |                                                | Partido Socialista Unido (PSU) 1990                                   |                                                | Partido Trabalhista do Brasil (PTdoB) 1989–2017 | Avante 2017–presente                           |
| Partido Nacionalista dos Trabalhadores (PNT) 1989 |                                                | Partido Nacionalista dos Trabalhadores Brasileiros (PNTB) 1989–1992   |                                                | Partido Trabalhista do Brasil (PTdoB) 1989–2017 | Avante 2017–presente                           |